# Haven van Emden
De Haven van Emden is een zeehaven aan de monding van de Eems in de Dollard, de Eemsmonding, in het Oost-Friese deel van Nedersaksen in Duitsland.
De haven kent zijn oorsprong rondom het jaar 800. Uit Emden vertrekt de veerdienst naar het Duitse Waddeneiland Borkum.
Jaarlijks kent ze een overslag van ongeveer 6,75 miljoen ton (2008). De belangrijkste goederen zijn voertuigen, hout en windenergie-installaties. In het geval van voertuigen is Emden na Bremerhaven en Zeebrugge de derde haven van Europa.

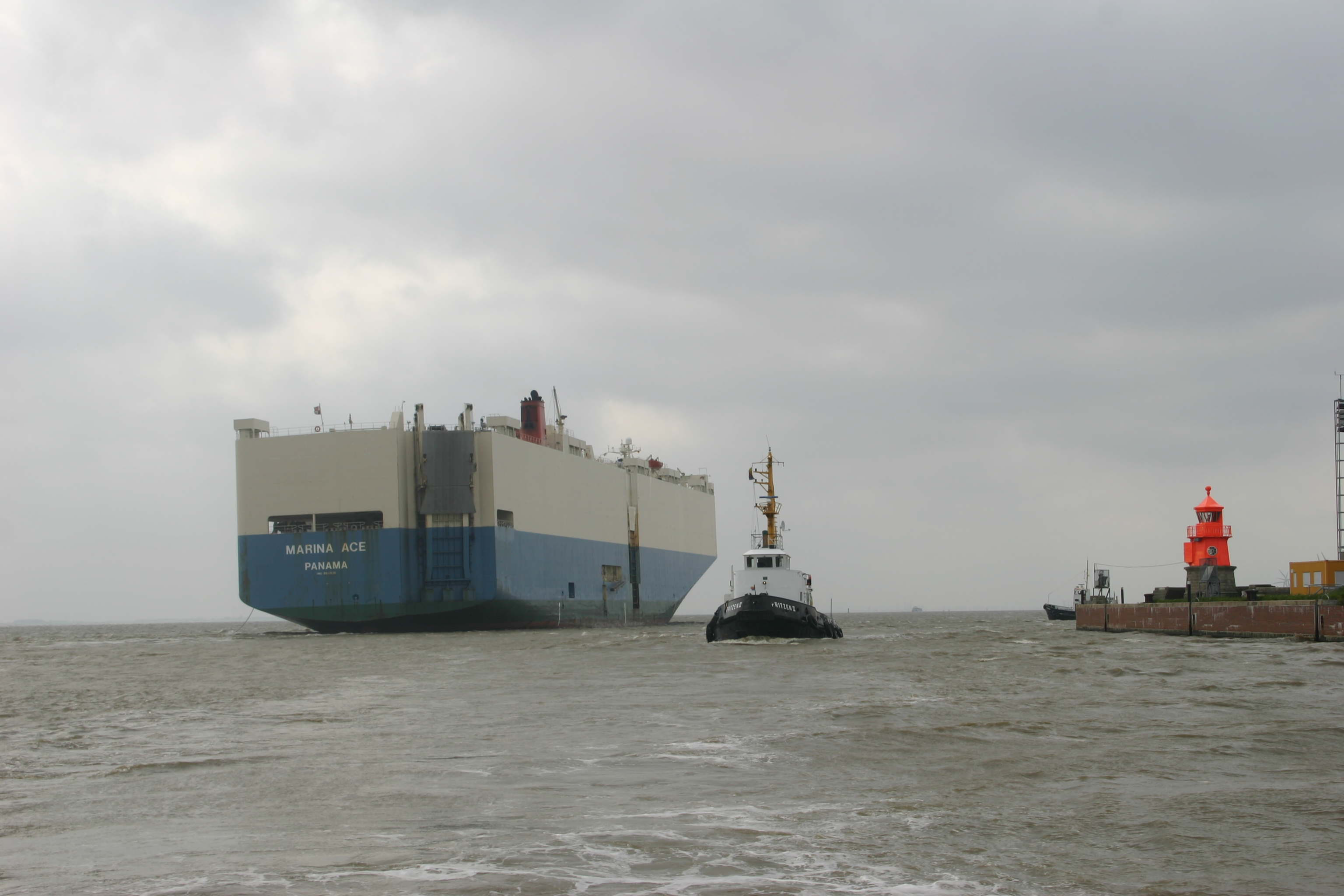
Een met auto's beladen roll-on-roll-offschip verlaat de Emder buitenhaven